# Oudeschild

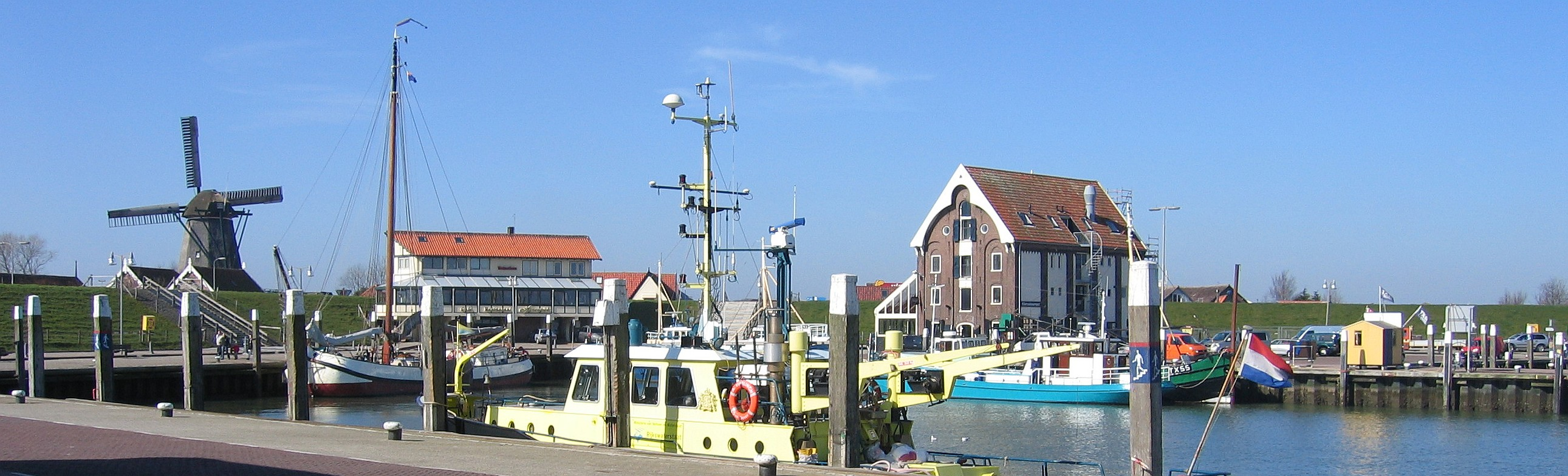
Hafen von Oudeschild

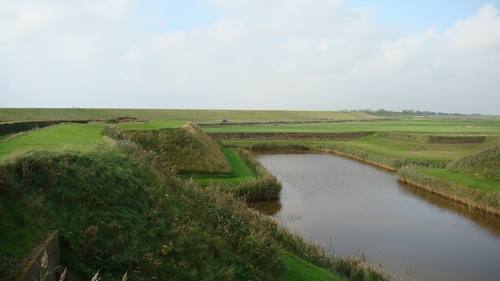
Fort De Schans

Oudeschild ist mit 1.195 Einwohnern der drittgrößte Ort der Gemeinde Texel auf der gleichnamigen Wattenmeerinsel in den Niederlanden. Oudeschild liegt am östlichen Ende der Insel. 
Hier befindet sich eine Marina mit 200 Liegeplätzen und ein Fischereihafen. 1780 wurde in Oudeschild erstmals ein Deichdurchbruch vorgenommen und ein Hafen angelegt. In der Zeit davor lag die international bekannte Texeler Reede vor der Küste von Oudeschild, auf der Handelsschiffe mit Wasser versorgt wurden und Lotsen für die Weiterfahrt an die niederländischen Häfen an Bord gingen. Von historischer Bedeutung ist das Fort De Schans. 
Im Dorf befinden sich eine restaurierte Windmühle und das Kaap Skil, ein Meeres- und Strandgutmuseum.